# Rhapsodie à quatre mains
Pour plus de détails, voir Fiche technique et Distribution.
Rhapsodie à quatre mains, ou Le virtuose (Rhapsody Rabbit en anglais), est un cartoon Merrie Melodies réalisé par Friz Freleng en 1946 et mettant en vedette Bugs Bunny en pianiste virtuose dérangé par une souris lors d'un grand concert de musique classique joué en solo.

## Résumé
Le rideau se lève, et entre sur scène Bugs Bunny, pianiste en queue-de-pie, qui se dirige vers un piano à queue. Faisant face au public, il ôte une multitude de gants (dont un de boxe) qu'il portait, pour ne garder que ceux qu'il garde habituellement. Alors qu'il s'apprête à jouer les premières notes de la Rhapsodie hongroise nº 2 de Liszt, un spectateur l'interrompt avec un accès de toux. Bugs attend avec désapprobation qu'il arrête de tousser avant de poursuivre. À la seconde quinte de toux, Bugs sort un pistolet et tire sur le spectateur récidiviste. Bugs Bunny entame enfin la rhapsodie, avec grâce et dextérité, même s'il s'accorde une petite pause-carotte et s'emmêle véritablement les doigts sur un passage délicat à exécuter. Alors qu'il joue en gambadant debout le long du clavier, il reçoit un appel téléphonique. Il pose sa question rituelle : « Quoi d'neuf, docteur ? » en croquant une carotte, et répond au correspondant qu'il n'a rien à voir avec un certain « Franz Liszt », avant de poursuivre au piano. Bugs fredonne un passage dont les notes lui font penser à l'air de Figaro. 
Une souris passe sa tête par un trou dans le piano pour observer ce qui est à l'origine de la musique. Prise au jeu, elle joue les notes aiguës à la place de Bugs. Ce dernier dépose alors un piège à souris sur le clavier, mais la souris joue la note attendue avec une minuscule flûte. Devant l'échec, Bugs cloue des morceaux de bois pour refermer le trou dans le piano, avec la souris à l'intérieur. Bugs lit la partition, tourne les pages. Il s'arrête et siffle d'admiration en voyant une photo de pin-up glissée entre elles, puis se reprend quand il se souvient qu'il est vu du public. Bugs joue à nouveau sur le piano, mais la souris revient. Il cache son jeu avec son autre main, jusqu'à ce que la souris parvienne néanmoins à réapparaître entre ses doigts puis à s'échapper sous une touche. Elle revient à l'attaque dans les basses en exécutant un woogie-boogie. Bugs, peu à peu, l'accompagne, et devient même enthousiaste en tapant de la patte, mais finit par rabattre brutalement le couvercle du clavier sur la souris. Il continue de se venger et place un bâton de dynamite allumé sous le couvercle. La croyant enfin morte, il le rouvre mais se fait quand même assommer par elle. Bugs continue l'exécution du morceau avec verve, les gags suivent le rythme de la musique. Il joue sans une main, puis sans les mains, c'est-à-dire uniquement avec les orteils ! On le voit utiliser le piano comme une machine à écrire (avec le retour du chariot), puis utiliser ses oreilles comme des doigts supplémentaires, faire des bonds de lapin sur le clavier, et le parcourir en utilisant tous ses doigts de mains et de pieds. Bugs traque frénétiquement la souris avec le marteau relié à chacune des touches. Il s'amuse ensuite à ramasser les touches du piano et à les redistribuer en fonction de l'exécution de la partition. Il reste cependant héberlué quand il arrive à une page où des milliers de notes débordent. Le lapin se prépare physiquement et mentalement à aborder ce suprême obstacle, quand la souris lui coupe l'herbe sous les pattes en terminant le morceau avec brio sur un minuscule piano à sa taille. Bugs Bunny, surpris et jaloux, conclut avec quelques notes supplémentaires. On le voit proférer ce qui ressemble à des injures, mais il est alors « oralement » censuré.

## Un cartoon de musique classique
Rhapsodie à quatre mains fait partie des quatre dessins animés de la période classique des Merrie Melodies/Looney Tunes avec Bugs Bunny dont le thème est l'opéra et la musique classique, et qui illustre un morceau de musique classique très renommé tout le long du cartoon. Les trois autres cartoons sont : Le Rendez-vous des mélomanes (A Corny Concerto, 1943), Le Clapier de Séville (Rabbit of Seville, 1950), et Quel opéra, docteur ? (What's Opera, Doc?, 1957).

## La controverse desOscars
Ce dessin animé est un écho de Rhapsodie en marteau piqueur (Rhapsody in Rivets, 1941) de Friz Freleng, cartoon qui a été sélectionné en 1941 pour l'Oscar du meilleur court-métrage d'animation, qui raconte la construction d'une tour par une équipe d'animaux sur la même musique de Liszt, Rhapsodie hongroise nº 2, mais rythmé par des machines de chantier plutôt que joué au piano.
En 1947, Rhapsody à quatre mains a été dans un premier temps sélectionné pour l'Oscar du meilleur court-métrage d'animation, avec celui de la MGM, Tom et Jerry au piano (The Cat Concerto, 1946), cartoon avec Tom et Jerry. Mais comme ces cartoons semblaient être un plagiat l'un de l'autre (même histoire, gags pratiquement identiques, même musique), le jury n'a sélectionné que le dernier, qui a remporté ensuite la victoire.

## Censure
Le passage où Bugs assassine le perturbateur dans la salle a été coupé aux États-Unis lors des diffusions sur The WB Television Network.

## Fiche technique
- Réalisateur : Friz Freleng (comme I. Freleng)
- Scénario : Tedd Pierce et Michael Maltese
- Musique : Carl W. Stalling (non crédité)
- Montage, technicien du son, éditeur des effets de son : Treg Brown  (non crédité)
- Production : Warner Bros. Pictures
- Distribution : 
1946 : Warner Bros. Pictures (USA) (cinéma)
1992 :  MGM/UA Home Entertainment (USA) (VHS)
1993 :  MGM/UA Home Entertainment (USA) (video) (laserdisc)
???? :  MGM/UA Home Entertainment (USA) (VHS)
2004 : Warner Home Video (USA) (DVD)
2005 : Warner Home Video (USA) (DVD)
- Format : 1,37 :1 Technicolor
- Durée : 7 minutes
- Langue : anglais
- Pays de production : États-Unis
- Date de sortie :
  - États-Unis : 9 novembre 1946
  - Autriche : 10 octobre 2009 (Vienna International Film Festival)

## Voix
- Mel Blanc : voix de Bugs Bunny et toux du perturbateur dans la foule

## Animateurs
- Virgil Ross
- Gerry Chiniquy
- Manuel Perez
- Ken Champin
- Hawley Pratt   artiste arrière-plan  et artiste agencement
- Terry Lind   artiste arrière-plan et artiste agencement

## Musique
- Carl W. Stalling, directeur de la musique  (comme Carl Stalling)
- Milt Franklyn, orchestration (non crédité)
- Jakob Gimpel, piano solo (non crédité)

### Titres musicaux
- Merrily We Roll Along (1935) de  Charles Tobias, Murray Mencher et Eddie Cantor

la musique-titre des Looney Tunes est rejouée un peu différemment au début de l'introduction du cartoon.
- Marche funèbre de Siegfried de Richard Wagner.

Elle est jouée durant le générique et jusqu'à ce que Bugs se prépare à exécuter sa partition. 
- Rhapsodie hongroise nº 2 de Franz Liszt.

Thème majeur du dessin animé, elle rythme les péripéties tout au long de son exécution par Bugs et la souris. 
- Boogi-woogie, joué par la souris et repris par Bugs.

- Chopstick (« The Celebrated Chop Waltz »), d'Euphemia Allen (sous le pseudonyme d'Arthur de Lulli).

Air populaire qui se rapproche d'un exercice de style, joué par la souris coincée sous le couvercle du clavier. 
- Taps de Daniel Butterfield, sonnerie américaine aux morts, jouée quand on croit que la souris est morte, dynamitée par Bugs.